# 4F Club
A 4F Club (vagy 4F-Club) egykori magyar könnyűzenei együttes. Legismertebb slágerük a Balatoni láz.
Az együttes 1995-ben alakult Budapesten, tagjai Béres Zoltán, Hajdú Szabina és Sallai János. Az együttes a nevének kitalálásához egy amerikai szleng kifejezést – Find'em, fool'em, fuck'em, forget'em (magyarul: találj rá, hülyítsd be, dugd meg és felejtsd el) – használtak. 
Fennállásuk alatt két albumot adtak ki. 1996-ban jelent meg a Fórefkláb, melynek első kislemeze a nagy sikerű Balatoni láz. Ezt 1997-ben a Vicc az egész követte. Az együttes 1998-ban feloszlott. A későbbiekben kiderült, hogy Hajdú Szabina csak az arcát adta a slágerekhez. Helyette Czerovszky Henriett, Kozma Orsolya és Keresztes Ildikó is énekelt.

## Albumok
| Év   | Album         | Legmagasabb helyezés                   | Minősítés |
| Év   | Album         | MAHASZ Top 40 album- és válogatáslemez | Minősítés |
| ---- | ------------- | -------------------------------------- | --------- |
| 1996 | Fórefkláb     | 10                                     | –         |
| 1997 | Vicc az egész | 23                                     | –         |